# Eotrechodes
Eotrechodes is een geslacht van kevers uit de familie van de loopkevers (Carabidae). De wetenschappelijke naam van het geslacht is voor het eerst geldig gepubliceerd in 1995 door Ueno, Lafer & Sundukov.

## Soorten
Het geslacht Eotrechodes is monotypisch en omvat slechts de volgende soort:
- Eotrechodes larisae Ueno, Lafer et Sundukov, 1995